# Khaled Hosseini

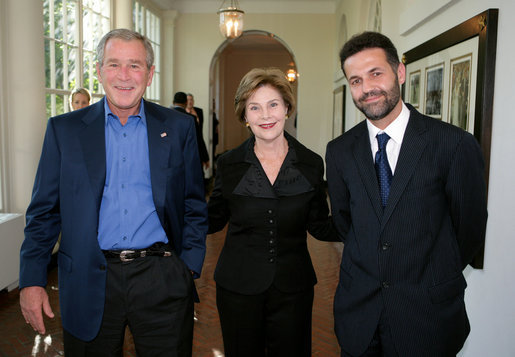
Khaled Hosseini (dreapta) alături de George și Laura Bush în timpul unei vizite la Casa Albă în 2007

Khaled Hosseini (n. 4 martie 1965, Kabul, Durrani Empire⁠(d)) este un scriitor afgan-american și medic, originar din Afghanistan. Dupa ce a absolvit facultatea, a profesat ca medic în California, o ocupație pe care el o aseamănă cu "o căsătorie aranjată"  . A publicat trei romane a căror acțiune se intâmplă în mare parte în  Afganistan. Ca urmare a succesului cu romanul său de debut, Vânătorii de zmeie, decide să își încheie cariera de medic și devine scriitor.
Hosseini s-a născut în Kabul, Afganistan, pe 4 martie 1965. Tatăl său a lucrat ca diplomat și, când Khaled avea 11 ani, familia a decis să se mute în Franța. Patru ani mai târziu, părinții lui au aplicat pentru azil în Statele Unite ale Americii, unde mai târziu Khaled a obținut  cetățenia americană. Hosseini nu s-a mai întors în Afganistan până în 2003, la vârsta de 38, atunci cand "s-a simțit ca un turist în propria lui țară" . În diverse interviuri, a recunoscut că  uneori se simte vinovat de supraviețuire pentru că a părăsit țara înainte de invazia sovietică.
Toate cele trei romanele ale sale au devenit bestsellere: Vânătorii de zmeie a fost  timp de 101 săptămâni pe lista de bestsellere. În 2007 publică cel de-al doilea roman al său - Splendida cetate a celor o mie de sori-,  care a fost timp de 60 de săptămâni pe lista bestsellerelor din New York Times. 6. [7] Cele două romane s-au vândut în mai mult de 38 de milioane de exemplare pe plan internațional.

## Biografie

### Familia
Hosseini se trage dintr-o familie nobilă, de origine paștună, iar mama, bunica și străbunica fac parte din familia Mohammadzai care era la putere in vremea copilăriei sale. Membrilor masculini din cadrul familiei sale le-a fost acordat titlul de "Sayyed" (titlu onorific utilizat pentru descendenții de sex masculin ai profetului Muhammad.) În plus, mătușa lui Hosseini a fost mama prințului Mostafa Zaher, nepotul regelui Zaher Shah (1914-2007). În 1973, prințul Mohammad Daud l-a îndepărtat de la putere pe vărul său, regele Mohammad Zaher Shah, a proclamat Afganistanul Republică și s-a autointitulat președinte. Câțiva ani mai târziu, facțiunea paștună din cadrul Partidului Popular Democrat din Afganistan a răsturnat regimul lui Daud, punând astfel capăt domniei familiei nobile Mohammadzai.
Hosseini s-a născut pe 4 martie 1965 în Kabul, Afganistan, fiind cel mai mare dintre cei cinci copii ai familiei. Tatăl său, Nasser, a fost un musulman moderat care a lucrat ca diplomat pentru Ministerul Afacerilor Externe de la Kabul, iar mama sa a lucrat ca profesor de limba persană la un liceu de fete, ambii fiind din regiunea Herat. În ceea ce îl privește, el insuși a declarat: "eu nu sunt nimic 100% ... Există o parte pastuna în mine, o parte tajika din mine, precum și  o parte afgană." .Hosseini iși descrie copilăria ca fiind una privilegiată, familia făcând parte din clasa de mijloc și el crescând în cartierul  Wazir Akbar Khan din Kabul. 
Ca și eroul său, Amir din Vanatorii de zmeie , Hosseini a crescut într-un segment privilegiat al societății din Kabul. Hosseini spune despre el că nu este un musulman devotat. "Eu cred într-un Dumnezeu. Dacă este Ramadan, postesc și uneori mă duc la moschee împreună cu tatăl meu” . În timpul copilăriei sale, femeile și bărbații erau tratați în mod egal. Familia lui Hosseini a avut servitori și a dus o viață socială bogată. Ei au participat la diverse petreceri la diferite ambasade și primeau foarte mulți oaspeți străini in casa lor - scriitori, poeți, cântăreți și intelectuali. Toți cei cinci copii au mers la școală și era de așteptat să urmeze o facultate.
Hosseini spune că nu-și amintește ca sora lui, Raya, să fi avut parte de vreun dezavantaj social din cauză că era fată. În anii 1960 și 1970, fetele tinere din mediul urban erau încurajate să se ducă la facultate și era posibil să își aleagă singure viitorul soț. Aceste drepturi au avut foarte mult de suferit în urma anilor de război. Dacă ar fi ramas la Kabul, este foarte probabil ca Raya să fi avut parte de aceeași soartă ca a personajului Laila, din romanul Splendida cetate a celor o mie de sori. Precum personajul Baba din Vânatorii de zmeie, tatăl lui Hosseini, Nasser, era un om foarte mândru și a acceptat foarte greu faptul că ei trebuiau să se întrețină din ajutoarele primite de la statul american atunci cand s-au mutat in această țară. Nu după mult timp, acesta s-a angajat ca șofer pentru a-și putea întreține familia. Nasser și-a schimbat meseria și a devenit instructor de condus, iar mai apoi a lucrat ca asistent social. Mama lui Hosseini, Maimoona, s-a angajat pe  post de chelneriță și de coafeză. Perseverența și dorința de le putea dărui un trai mai bun copiilor lor l-au impresionat enorm pe scriitor, el declarând că "este admirabil cât de mult părinții mei s-au putut reinventa și adapta la noua realitate a vieții lor".
Soția lui Hosseini, Roya, provine dintr-o familie afgană, dar a crescut în America. Cei doi s-au întâlnit la o petrecere în casa părinților lui Hosseini din San Jose, pe când el avea 28 de ani și ea 24, iar potrivit lui Hosseini a fost dragoste la prima vedere. Cei doi au stat de vorbă o jumătate de oră, iar patru zile mai târziu, Roya a fost cerută în căsătorie, urmând ca nunta să aibă loc peste șase săptămâni. Hosseini își dorește ca Haris si Farah, copiii lui, să păstreze și să iși însușească unele aspecte ale patrimoniului lor afgan. El i-a învățat limba persana, astfel încât cei doi copii sunt bilingvi. Hosseini își amintește de un moment în care le-a pus la pachet mâncare afgană, iar copiii lui au refuzat-o pentru că le-a fost rușine. Din acest motiv, el consideră că traversează ceea ce se numește efectul omonim, referindu-se la romanul lui Jhumpa Lahiri despre un imigrant indian care odată ajuns in SUA respinge și reneagă orice are legătură cu cultura sa natală.

### Țările copilăriei sale
Khaled Hosseini nu consideră Afganistan-ul ca fiind casa lui, deși este puternic atașat de această țară: “Doar pentru că mă duc acolo și am o reacție emoțională puternică nu înseamnă că aici mi-e locul”.
În 1970, Hosseini și familia lui s-au mutat în Iran, unde tatăl său a lucrat pentru Ambasada Afganistanului de la Teheran timp de doi ani. În 1973, familia lui Hosseini a revenit la Kabul, unde s-a născut cel mai mic frate al autorului. În 1976, la vârsta de 11 ani, tatăl său a obținut un loc de muncă în Paris, Franța, și toata familia s-a mutat acolo.Ei nu au putut să se mai întoarcă în Afganistan deoarece in aprilie 1978 a izbucnit Revolutia Saur  în care Partidul Popular Democrat din Afganistan (PDPA) a preluat puterea. În 1980, la scurt timp după începerea războiului sovietic din Afganistan, ei au cerut azil politic în Statele Unite și s-au stabilit în San Jose, California. In acest moment, Hosseini avea vârsta de 15 ani, si nu vorbea deloc limba engleză, ulterior declarând că, atunci când a ajuns pentru prima dată în Statele Unite ale Americii, "am suferit un șoc cultural" și că se simțea singur.
El declară că primii doi ani petrecuți la Paris, din toamna anului 1976 si până în aprilie 1978, au fost minunați. El nu mai fusese nicăieri în afara Afganistanului și Iranului și s-a îndăgostit de Paris de cum a ajuns: “a fost o sărbătoare pentru urechile si ochii mei și mă simțeam de parcă aș fi făcut un salt de 100 de ani în viitor”. Înainte de Paris, nu mai văzuse zgârie-nori, nu se mai urcase într-un lift si nu mai călătorise cu metroul. Pentru familia lui Hossini, aceștia au fost ani fericiți în care toată familia încerca să învețe limba franceză, să deguste mâncăruri noi, să se uite la diverse filme si posturi TV și să viziteze obiective turistice faimoase, făcând eforturi să se adapteze la o nouă cultură. Ei credeau că vor rămâne în Paris doar temporar, urmând să se reîntoarcă în Kabul odată cu terminarea mandatului de patru ani al tatălui lui Khaled. Cei doi ani în care a avut loc lovitura de stat au fost complet diferiți.”Lumea noastră s-a destrămat“ . Ei primeau regulat vești din partea rudelor și cunoștințelor rămase în Kabul, care le povesteau ororile prin care treceau, faptul că mulți oameni au fost fie închiși, fie torturați sau au dispărut pur si simplu. Acești ani au fost o perioadă de mare instabilitate și anxietate care a culminat cu decizia lui Nasser de a solicita azil în Statele Unite, unde au trebuit să se adapteze unei noi culturi, unei noi limbi și unui nou mod de viață .
Părinții lui Hosseini au pregătit în secret plecarea în SUA, copiii aflând doar cu câteva zile înainte că vor pleca. Întreaga familie s-a mutat din nou într-o țară complet necunoscută, stabilindu-se în San Jose, California de Nord. Hosseini își aduce aminte că a fost o perioadă foarte grea, mai ales din punct de vedere financiar, ei fiind obligați să stea inghesuiți, 9 persoane într-un apartament cu două camere, dar spune că apropierea și dragostea familială au compensat toate neajunsurile. Tânărul Hosseini, care avea 15 ani când s-a mutat în SUA, nu știa mai nimic despre această țară, recunoscând că tot ce aflase despre aceasta era din sălile de cinema și că se aștepta să întâlnească o mulțime de bărbați duri care poartă pălării de cowboy. Însă a avut parte de o surpriză: diversitatea rasială, fiind inconjurați de filipinezi, imigranți din America de Sud, precum și asiatici. Scriitorul declara: „mi-a dat cu totul peste cap toată ideea mea de ce înseamnă 
```
american" 
[
11
]
.
```

### Cariera
Hosseini a absolvit liceul Independence din San Jose Arhivat în 16 ianuarie 2014, la Wayback Machine. {{Webarchive|url în 1984 și s-a inscris la Universitatea din Santa Clara, unde a obținut o diplomă în biologie în 1988. În anul următor, el a intrat la Universitatea din California, San Diego, la Facultatea de Medicina,de unde si-a obținut rezidențiatul in 1993 și și-a făcut stagiul de pregătire la spitalul Cedars-Sinai Medical Center din Los Angeles. El a practicat medicina timp de peste zece ani, până la un an și jumătate după lansarea romanului său de debut, Vânătorii de zmeie.
Hosseini este în prezent reprezentant al Bunăvoinței pentru Înaltul Comisariat al Națiunilor Unite pentru Refugiați (UNHCR) oferind asistență umanitară în Afganistan prin intermediul Fundației Khaled Hosseini. Conceptul de fundație a fost inspirat de călătoria sa în Afganistan in numele UNHCR din 2007.

## Activitatea literară